# Promethes okadai
Promethes okadai är en stekelart som beskrevs av Tohru Uchida 1942. Promethes okadai ingår i släktet Promethes och familjen brokparasitsteklar. Inga underarter finns listade i Catalogue of Life.